# 中国人民解放军广州军区空军
中国人民解放军广州军区空军，机关驻地广东省广州市，是中国人民解放军空军驻中国人民解放军广州军区的战役军团，归中国人民解放军空军建制，受中国人民解放军空军、中国人民解放军广州军区双重领导。领导和指挥驻湖北省、湖南省、广东省、广西壮族自治区、海南省空军部队。主要担负本区防空作战，空中进攻作战，协同陆、海军作战等任务。

## 简介
1949年4月6日，中央军委航空局在北平（今北京市）组成“中南航空接管组” 。5月6日，中南航空接管组进驻武汉，开始接管中南地区的航空。6月28日，以中南航空接管组为基础组建“中南军区航空办事处” 。1950年2月4日，改组为“中南军区司令部航空处”，下设参谋处、政治处、后勤处及警卫营，管辖中南六省航空站。
1950年7月27日，中央军委批准，成立中国人民解放军中南军区空军司令部。1950年9月24日，以中南军区司令部航空处为基础，在武汉成立中南军区空军司令部。10月20日，陆军第五十一军军部并入，正式组成中南军区空军，受中国人民解放军空军和中南军区双重领导。机关设司令部、政治部、后勤部、工程部，后增设干部管理部。1954年5月15日，改称中国人民解放军中南军区空军部。1955年5月6日，改称中国人民解放军广州军区空军司令部并且移驻广州。1957年5月20日，与广州军区防空军合并为中国人民解放军广州军区空军。1970年2月，广州军区空军机关整编为司令部、政治部、后勤部。1976年2月增设航空工程部，1993年9月改称装备技术部，1998年12月整编成装备部。
中南军区空军机关成立后，很快组建了部队。1950年11月到1952年12月，组建5个航空兵师以及基地等部队，分驻广东省、广西壮族自治区、湖南省、湖北省、河南省、江西省。1954年5月，成立中国人民解放军空军广州指挥所（1955年6月撤销）。1955年3月，在全国军区的重新划分中，驻江西省空军部队划归华东军区空军建制；同年7月，驻湖北省、河南省空军部队划归武汉军区空军建制。1957年8月，广州军区防空军部队划归广州军区空军建制。1962年6月以及1969年3月，先后把2个军级指挥所整编成2个空军军部。1976年1月，撤销1个空军军部。1985年下半年，武汉军区空军撤销，驻湖北省空军部队、院校划归广州军区空军建制；另外还调整、撤销、合并部分单位。1993年1月，空降兵部队改归空军直接建制领导。到20世纪末，广州军区空军已成为包括航空兵、地空导弹兵、高射炮兵、雷达兵、通信兵及其他专业兵的合成军队。
广州军区空军长期担负华南地区防空作战任务，军区空军机关及部分部队先后参加出国支援作战及边境自卫还击作战等。1951年7月，军区空军副政治委员吴富善率机关人员赴辽西省开原（今辽宁省开原市），与华北军区空军机关抽调的人员共同组建中朝空军联合冲击机指挥所，同年12月撤销。在国土防空作战中，广州军区空军部队多次击落、击伤美国入侵和台湾的中华民国空军进入大陆侦察、袭扰的飞机。1958年7月29日，空军第十八师第五十四团一大队在广东汕头地区击落中华民国空军F-84型飞机2架、击伤1架，取得3比0的成绩。1965年10月5日，空军第九师副中队长张运宝在广西凭祥地区击落美国RA-3D型飞机1架。1967年4月24日，空军高射炮兵第十师和航空兵第二十六师协同，在广西板兴地区各击落美国F-4B型飞机1架。广州军区空军部队还先后参加过粤东抗登陆演习、首都国庆阅兵等，并参加了抗洪抢险、森林灭火、空运空投、人工增雨等。

## 历任领导
| 司令员 1. 刘震（1950年8月－12月） 2. 曹里怀 中将（1952年4月－1957年9月，1956年6月后为解放军空军副司令员兼） 3. 吴富善 中将（1957年9月－1968年7月，1960年3月后为广州军区副司令员兼） 4. 王璞（1968年5月－1971年9月） 5. 王海（1975年7月－1982年11月） 6. 于振武（1983年5月－1985年7月） 7. 武继元（1985年8月－1987年2月） 8. 刘鹤翘 空军中将（1987年2月－1993年1月，1987年11月后为广州军区副司令员兼） 9. 杨正刚 空军中将（1993年1月－1997年11月，广州军区副司令员兼） 10. 韩瑞阶 空军中将（1997年11月－2000年12月） 11. 卢登华 空军中将（2000年12月－2003年12月） 12. 高守维 空军中将（2003年12月－2011年7月） 13. 张建平 空军中将（2011年7月－2012年12月） 14. 徐安祥 空军中将（2012年12月－2016年） 副司令员 - 杨焕民（1952年7月－12月） - 傅传作 少将（1954年5月－1955年9月，兼任） - 黄炜华（1952年9月－1954年6月，第二副司令员） - 朱云谦 少将（1956年6月－1963年3月） - 张西三 少将（1957年8月－1962年3月） - 黄霖 少将（1957年8月－1958年11月；1961年1月－1962年8月） - 黄炜华 少将（1962年9月－1963年11月） - 王定烈 少将（1962年3月－1968年11月） - 安志敏 少将（1963年8月－1967年7月） - 林虎（1968年5月－1971年9月） - 李成春（1968年5月－1978年1月） - 张宪章（1974年1月－1986年3月） - 刘鹤翘（1977年5月－1987年2月） - 方子翼（1978年1月－1983年5月） - 鲁玉昆 空军少将（1979年1月－1990年6月） - 杨正刚 空军少将（1987年3月－1993年1月） - 彭功阁 空军少将（1990年6月－1993年1月） - 张书田 空军少将（1993年1月－？） - 张绍武 空军少将（1993年1月－1995年12月） - 尹殿甲 空军少将（1995年12月－？） - 张汝祥 空军少将（1998年8月－2001年12月） - 梁随群 空军少将（1999年6月－2006年6月） - 李家洪 空军少将（2000年12月－？） - 高守维 空军少将（2000年10月－2003年12月） - 李长江 空军少将（？－？） - 王晓朝 空军少将（2006年6月－？） - 刘新江 空军少将（2008年5月－？） - 常宝林 空军少将（2008年12月－2010年1月） - 王维山 空军少将（2008年8月－？） - 叶正田 空军少将（2009年3月－？） - 张宝忠 空军少将（2010年9月－？） - 林涛 空军少将（？－？） - 吕赞基 空军少将（2015年1月－2016年） | 政治委员 1. 吴富善 中将（1952年6月－1955年10月） 2. 刘锦平 少将（1958年1月－1962年6月） 3. 龙道权 少将（1962年6月－1976年10月） 4. 朱云谦（1976年10月－1978年10月） 5. 任球（1979年10月－1983年5月） 6. 刘锋（1983年5月－1987年2月） 7. 张振先 空军中将（1987年2月－1993年1月） 8. 赵炳耀 空军中将（1993年1月－1996年1月） 9. 王吉连 空军中将（1996年1月－2000年12月） 10. 朱永清 空军中将（2000年12月－2006年8月，2001年7月起为广州军区副政治委员兼） 11. 王玉发 空军中将（2006年8月－2012年12月，广州军区副政治委员兼） 12. 胡秀堂 空军中将（2012年12月－2014年12月，广州军区副政治委员兼） 13. 安兆庆 空军少将（2014年12月－2015年7月，广州军区副政治委员兼） 副政治委员 - 吴富善（1950年8月－1952年6月） - 李世安 少将（1955年10月－1959年9月） - 焦红光（1970年4月－1979年1月） - 朱云谦（1974年1月－1975年5月） - 叶松盛（1974年1月－1978年1月） - 任球（1978年1月－1979年10月） - 郭永昌（1978年1月－1983年3月） - 夏屏西（1978年10月－1983年5月） - 陈刚（1981年4月－1983年5月） - 常裕（1983年5月－1986年3月） - 李源 空军少将（1983年5月－1990年6月） - 周子玉 空军少将（1990年6月－1992年8月） - 汪家钺 空军少将（1990年6月－1996年1月） - 徐承栋 空军少将（1993年1月－1993年12月） - 朱伯儒 空军少将（1993年3月－？） - 朱永清 空军少将（1996年1月－1997年） - 刘振起 空军少将（1997年12月－2001年7月） - 杨文修 空军少将（？－2004年1月） - 荆树森 空军少将（2001年12月－？） - 胡长生 空军少将（2002年12月－？） - 贾延明 空军少将（2004年1月－2006年8月） - 刘展志 空军少将（2008年2月－2011年7月） - 方声坤 空军少将（2011年7月－？） - 康子中 空军少将（2013年12月－2016年） 顾问 - 任球（1983年5月－？） |

| 参谋长 - 黄炜华（1950年8月－1954年6月，后第二副司令员兼） - 吴肃 少将（1954年6月－1956年4月） - 王定烈 少将（1956年4月－1958年11月） - 王璞 少将（1957年7月－1961年5月） - 张实杰 少将（1961年5月－1967年9月） - 韩顾三（1967年9月－1970年4月） - 顾同舟（1970年4月－1971年9月） - 范迪波（1972年11月－1975年5月） - 韩顾三（1975年5月－1977年5月） - 肖健章（1977年5月－1981年5月） - 张克强（1983年5月－1986年3月） - 张文逸 空军少将（1986年3月－1989年12月） - 李毓堂 空军少将（1989年12月－1990年6月） - 张绍武 空军少将（1990年6月－1993年1月） - 尹殿甲 空军少将（1993年1月－1995年12月） - 张汝祥 空军少将（1995年12月－1998年8月） - 马晓天 空军少将（1998年8月－1999年6月） - 高守维 空军少将（1999年6月－2000年12月） - 刘新江 空军少将（2000年12月－2004年12月） - 常宝林 空军少将（2004年12月－2008年12月） - 刘新江 空军少将（2008年12月－2010年，副司令员兼） - 庄可柱 空军少将（2010年7月－2011年12月） - 赵鹏敏 空军少将（2012年－2013年3月） - 郑元林 空军少将（2013年3月－2016年） 副参谋长 - 王定烈（1955年9月－1956年4月） - 蔡园（1956年7月－1957年7月） - 韩少蓬（1957年8月－1958年8月） - 武承先（1957年8月－11月） - 郑戈令（1957年8月任命，未到职） - 洛克（1958年8月－1965年4月） - 宋映（1959年1月－1960年1月） - 张磊（1960年1月－1970年2月） - 伏希（1961年9月－？） - 王雨青（1964年6月－？） - 肖健章（1965年6月－1977年5月） - 龙光（1966年5月－？） - 张代松（1967年2月－？） - 宋志荣（1969年7月－？） - 高继尧（1970年4月－？） - 杨易风（1975年9月－？） - 施谛（？－？） - 侯志新（？－？） - 张文逸（？－？） - 田子华（？－？） - 王志君（？－？） - 孟力（？－？） - 杨清波 空军少将（？－？） - 景学勤 空军少将（？－1990年6月） - 张绍武 空军少将（1985年8月－1990年6月） - 尹殿甲 空军少将（1985年8月－1992年10月） - 韩徳明 空军少将（1985年8月－1990年6月） - 黄天明 空军少将（1992年10月－2000年5月） - 傅鸿群 空军少将（1992年－1994年） - 宋元刚 空军少将（1993年12月－2001年2月） - 肖树森 空军少将（1993年12月－1998年12月） - 刘天和 空军少将（1994年－？） - 孙德贤 空军少将（1996年12月－2003年7月） - 刘新江 空军少将（1999年12月－2001年1月） - 岳喜翠 空军少将（2001年2月－？） - 胡瑞阳 空军少将（2002年5月－？） - 乙晓光 空军少将（2003年10月－2004年3月） - 臧为 空军少将（2003年12月－？） - 麻振军 空军少将（2006年12月－2008年） - 杜恒元 空军少将（2007年2月－？） - 陈克伟 空军少将（2009年7月－？） - 郑元林 空军少将（2010年1月－4月） - 张铁良 空军少将（？－2016年） - 刘国胜 空军少将（2010年－2011年） - 刘殿军 空军少将（？－？） - 毛明荣 空军少将（？－？） - 万苏晋 空军少将（2013年5月－？） 军事训练部部长 （1961年3月由司令部训练处扩编为军事训练部，1970年2月后编为军训处，归司令部建制） - 朱云谦（1961年3月－1962年2月，副司令员兼） - 林虎（1962年2月－1964年7月） - 解耀宗（1966年6月－1970年2月） 高射炮兵指挥部司令员 （1970年2月高炮指挥部并入司令部） - 李成春（1958年10月－1970年2月，1968年5月起为广州军区空军副司令员兼） 雷达兵部主任 （1970年2月雷达兵部并入司令部） - 宋志荣（1960年9月－1970年2月） | 政治部主任 - 王建中（1950年8月－1952年10月） - 李世安（1952年10月－1955年10月） - 李荆山（1955年10月－1957年7月，主任；1957年7月－1958年1月，第一主任） - 张翼（1957年7月－1958年1月，第二主任；1958年1月－1960年7月，主任） - 刘世昌（1960年7月－1963年8月） - 叶松盛（1963年6月－1968年5月） - 查全伦（1968年5月－1971年5月） - 张级三（1973年11月－1977年5月） - 李灿（1977年5月－1978年7月） - 焦怀仁（1978年11月－1983年5月） - 杨华科 空军少将（1983年5月－1989年4月） - 徐承栋 空军少将（1990年5月－1993年1月） - 杨文修 空军少将（1993年1月－1995年8月） - 董彦山 空军少将（1995年8月－2000年8月） - 刘振来 空军少将（2000年8月－2001年4月） - 姚卿义 空军少将（2001年4月－2003年12月） - 刘展志 空军少将（2003年12月－2008年2月） - 范骁骏 空军少将（2008年3月－2009年1月） - 胡秀堂 空军少将（2009年－2012年12月） - 堵远放 空军少将（2013年3月－2015年9月） 政治部副主任 - 徐明（1950年8月－1952年5月） - 林恺（1952年1月－1954年2月） - 李荆山 大校（1954年6月－？） - 焦红光 大校（1957年7月－1965年4月） - 刘世昌 大校（1959年4月－1960年7月） - 叶松盛 大校（1959年10月－1963年6月） - 王振扬 大校（1960年4月－1964年） - 彭由 大校（1965年4月－1966年3月） - 赵尚红（1965年11月－？） - 郭永昌（1966年5月－1970年4月） - 张级三（1969年3月－11月） - 刘元魁（1970年4月－？） - 宁必成（1972年6月－？） - 梁秀昆（1972年10月－？） - 赵融厚（1976年6月－？） - 毛鹏（？－？） - 刘济民（？－？） - 常裕（？－？） - 张汉平（？－？） - 徐传读（？－？） - 石坚（？－？） - 钟兴中 空军少将（？－？） - 徐承栋 空军少将（1988年2月－1990年5月） - 杨文修 空军少将（？－1993年1月） - 韩贤敏 空军少将（1997年12月－2002年7月） - 李希文 空军少将（2000年12月－？） - 刘邦成 空军少将（2002年12月－2007年6月） - 高建一 空军少将（2006年1月－？） - 李世忠 空军少将（？－？） - 武飞 空军少将（？－？） - 张建敏 空军少将（？－？） - 刘青松 空军少将（2013年12月－？） - 卢震 空军少将（2013年12月－2015年） 干部（管理）部部长 （1961年3月干部部划为政治部建制，成为二级部） - 吴富善（1951年5月－12月，副政治委员兼） - 肖前 少将（1951年12月－1955年10月） - 李振声 大校（1954年7月－1955年9月，第二部长；1955年9月－1957年7月，部长） - 梅少卿 大校（1957年7月－1959年4月） |

| 后勤部部长 - 宋健华（1950年10月－1952年6月） - 李長暐（1952年6月－1960年7月） - 宋健华（1952年6月－9月，第二部长） - 宋映（1954年7月－1957年5月，第二部长） - 韩少蓬（1960年7月－1965年4月） - 洛克（1965年4月－1979年4月） - 孙兆溪（1979年4月－1987年8月） - 李熙麟 空军少将（1987年8月－1990年1月） - 袁亚军 空军少将（1990年6月－1994年4月） - 梁随群 空军少将（1994年4月－1999年6月） - 阎涛 空军少将（1999年6月－2003年11月） - 张国民 空军少将（2003年11月－2007年） - 郭文志 空军少将（2007年－？） - 王声 空军少将（？－2015年2月） - 向阳 空军少将（2015年2月－2016年） | 后勤部政治委员 - 程启光（1950年8月－1952年1月） - 林恺（1952年7月－10月，政治部副主任兼） - 李長暐（1952年10月－1954年9月，后勤部部长兼） - 刘福胜（1954年9月－1959年4月） - 张国民（1959年4月－1962年9月） - 陈刚（1962年9月－1966年5月） - 赵融厚（1966年5月－1970年4月） - 杨光（1970年4月－1978年11月） - 马启春（1978年11月－1981年5月） - 周贤卿（1981年5月－1983年5月） - 高文才（1983年8月－1987年12月） - 刘春亮（1987年12月－1990年6月） - 杨文修（1990年6月－1991年12月） - 任成深（1991年12月－1993年1月） - 张逢堂（1993年1月－1997年3月） - 孙庆礼（1997年3月－2003年11月） |

| 装备部部长 （初为工程部，1977年4月改为航空工程部，后又改为装备技术部，最后改为装备部） - 张鏖（1952年7月－1955年2月） - 杨劲 大校（1954年8月－1960年7月） - 陈御风（1960年7月－1962年7月） - 查全伦（1962年7月－1968年7月） - 陈明秋（1977年4月－1981年12月） - 孙仁忠（1981年12月－1988年2月） - 范富秀 空军少将（1988年2月－1991年11月） - 吴学盛 空军少将（1991年11月－1999年7月） - 王晓朝 空军少将（1999年7月－2006年6月） - 毕雁翎 空军少将（2006年6月－2012年10月） - 沙云松 空军少将（2012年11月－2014年2月） - 孟宪章 空军少将（2014年2月－2016年） 工程部政治委员 - 李雪炎（1950年11月－1951年3月） - 田野（1952年6月－1953年8月） - 杨劲（1953年8月－1954年8月） | 纪律检查委员会书记 - 武长友 空军中将（1986年7月－1990年6月） …… - 朱永清 空军少将（1996年1月－1997年，副政治委员兼） …… - 刘展志 空军少将（2008年2月－2011年7月，副政治委员兼） |

## 荣誉
曾被授予荣誉称号的单位有：
- 航空兵英雄中队：由国防部授予[1]。
- 卫国英雄营：由中央军委授予[1]。
- 科技练兵先锋飞行大队：由中央军委授予[1]。
- 通信部队尖兵连：由空军授予[1]。
- 场道维护模范连：由空军授予[1]。
- 友谊关精神文明雷达站：由空军授予[1]。
- 抗洪抢险模范飞行大队：由空军授予[1]。
- 抗洪抢险英雄营：由空军授予[1]。

曾被授予荣誉称号的个人有：
- 共和国卫士：周家柱、游德高。由中央军委授予[1]。
- 抗洪英雄：高建成。由中央军委授予[1]。
- 勇于牺牲奉献的好战士：黄勇。由中央军委授予[1]。
- 爱民模范：王文成。由空军授予[1]。
- 无私奉献的模范干部：邓和平。由空军授予[1]。
- 卫国勇士：王好新、窦建利。由空军授予[1]。
- 模范飞行大队教导员：吴朝安。由空军授予[1]。
- 模范指导员：万双林。由空军授予[1]。